# Natacha Polony
Natacha Polony (París, 15 de abril de 1975) es una periodista, política, actriz y ensayista francesa.
Obtuvo la agregación de letras modernas, integra en 2002 la revista Marianne y se especializa en las cuestiones educativas y sociales. En 2009, cambia e integra el Figaro, donde se queda durante dos años.
Aparece a la televisión sobre todo como cronista de On n'est pas couché, sobre France 2, de 2011 a 2014, después en Le_Grand_Journal, sobre Canal+, de 2014 a 2015. Es responsable de la revista de prensa en la matinal de Europa 1 de 2012 a 2017 y gestiona la emisión Polonium sobre el canal Paris Première de 2015 a 2017. Lanza en 2017 una web TV soberanista, bautizada «Polony TV». 
En 2018, vuelve a trabajar para la revista Marianne hasta que se convierte en directora de la redacción.

## Biografía

### Orígenes, familia e intimidad
Hija de un gastroenterólogo y de una oftalmóloga, debe su nombre a Natacha Rostov, heroína de Guerra y paz de León Tolstói. Su niñez se desarrolla, al igual que su adolescencia, en Deuil-la-Barre en el Val-d'Oise.
En 2007, se casa con el periodista y crítico gastronómico Périco Légasse, con quien tiene tres niños, nacidos en 2007, 2011 y 2013.

### Formación y comienzos en la educación
Después de sus estudios al liceo privado Notre-Dame de Bury de Margency, en el valle de Montmorency (Val-d'Oise), sigue las clases preparatorias literarias de los liceos Jules-Ferry y Louis-el-Grande en París. Obtiene un DEA de poesía contemporánea, luego la agregación de literatura moderna (1999).
Enseña entre 1999 y 2000 en el liceo Jacques-Feyder de Epinay-sur-Seine como profesora de literatura aprendiza antes de que dejara la Educación Nacional por considerar que los programas de enseñanza y las reformas reducen la educación del francés a un mero ejercicio técnico.
Reanuda entonces sus estudios en el Instituto de estudios políticos de París (« Ciencias Po »), cuyas sale diplomada en 2002.
Desde septiembre de 2002 hasta junio de 2011, da clase de cultura general dentro del departamento transversal "Cultura y comunicación" del Instituto Léonard de Vinci, institución de enseñanza técnica superior y privado que tiene por campus el Polo universitario Léonard-de-Vinci, propiedad del consejo general de Hauts-de-Seine, y también "primer campus francés inspirado por el modelo americano", según Les Inrocks.